# SOM (míssil)
O SOM (em inglês: Stand-Off Missile; em turco: Satha Atılan Orta Menzilli Mühimmat; em português: Míssil de médio alcance ar-superfície) é uma família de mísseis de cruzeiro de curto-médio-longo alcance (conforme a variante), lançados a partir do ar, com capacidade autônoma e de alta precisão desenvolvidos pela parceria entre as empresas Roketsan e Tübitak SAGE e considerada a primeira original da Turquia.

## Descrição
Um míssil SOM tem como finalidade atingir alvos terrestres ou navais fortificados a longas distâncias e em pleno cenário de guerra, podendo ser disparado fora do alcance dos sistemas de defesa antiaérea.
As respetivas características variam conforme a variante. A massa total está em torno dos 500 - 660 kg e ogiva por volta dos 140 - 230 kg. Além disso, possui um comprimento com aproximadamente 3,9 - 4 metros, um alcance operacional de 250 - 275 km a velocidades altamente subsônicas.

### Mobilidade
Empregando um único motor turbojato juntamente com um duto de admissão (entrada de ar) na parte inferior (SOM-A; B1 e B2) ou dois nas laterais (SOM-J), este pode percorrer +250 km (SOM-J: 275 km) a velocidades altamente subsônicas e a um teto de voo, por norma, baixo, devido ao seu sistema de navegação relativa ao terreno, ou seja, este é capaz de voar abaixo dos 50 metros em relação ao solo e também pode pôr em prática a tática sea skimming (em português: desnatação do mar) se em cenários marítimos. Citando que a navegação relativa ao terreno (TRN) serve para reduzir a visibilidade nos radares inimigos, sendo esta uma característica furtiva/stealth, e que os mísseis também são operáveis em todos os climas.
Vem integrado com um sistema de duas asas, podendo ser de geometria variável e juntamente com um estojo onde permanecem guardadas antes do lançamento (SOM-A; B1 e B2) ou dobráveis sem estojo (SOM-J), responsáveis pela sustentação no ar. As versões SOM-A, B1 e B2 vêm com quatro estabilizadores, não dobráveis porém variáveis e perto do propulsor, responsáveis pela manobra. O SOM-J conta com 8 estabilizadores no total, sendo quatro deles imóveis, localizados junto à saída de exaustão do propulsor, e outros quatro dobráveis e variáveis, situados ligeiramente mais à frente e responsáveis pela manobra desta variante.

### Orientação
Além da navegação relativa ao terreno (TRN) mencionada anteriormente, estes operam sistemas GPS, navegação inercial e, excluindo a versão A, seekers de orientação infravermelha para aumentar a sua precisão e sistema de aquisição de alvos automática.
O SOM-J conta com mais sistemas, sendo os UAI (em inglês: Universal Armament Interface; em português: Interface de Armamento Universal) e NEW (Network Enabled Weapon; em português: Arma Habilitada para Rede).
Também são capazes de realizar planeamento de missão em 3D, incluindo o cálculo do tempo de abate de vários alvos detectados em simultâneo, seleção do local de impacto e cooperação com outros mísseis em voo (Salvo). São mísseis do tipo fire-and-forget, ou seja, não requerem intervenção externa para cumprir a sua missão, porém é possível realizar update de alvo e abortar a missão via data link.

## Plataformas
As versões A, B1 e B2 são lançadas a partir de aeronaves padrão de combate da Força Aérea Turca, como os F-4 Phantom II versão E e F-16 Fighting Falcon Bloco 40, contudo, a primeira também pode ser operada pelos VANTs de combate Bayraktar Akıncı.
O SOM-J foi projetado para caber nas baías de armas internas do F-35 Lightning II e futuro caça furtivo turco TAI TF-X, mas também pode ser equipado no F-16 Fighting Falcon.

## Variantes
Foram desenvolvidas diversas versões com diferentes sistemas, ogivas e plataformas de lançamento:
- SOM-A: Sistemas INS; GPS e TRN. Ogiva fragmentável alto-explosivo.[21] Aeronaves F-4, F-16 e Bayraktar Akıncı.
- SOM-B1: Sistemas INS; GPS; TRN; ATA e seeker IIR. Ogiva fragmentável alto-explosivo.[22] Aeronaves F-4 e F-16.
- SOM-B2: Sistemas INS; GPS; TRN; ATA e seeker IIR. Ogiva penetrante de duplo estágio ou Tandem.[23] Aeronaves F-4 e F-16.
- SOM-J: Sistemas INS; GPS; TRN; ATA; NEW; UAI e seeker IIR. Ogiva anti-armadura.[24] Aeronaves F-16, F-35 e TAI TF-X.

Tradução das siglas sem ligação:
TRN: Terrain Relative Navigation ou Navegação Relativa ao Terreno.
ATA: Automatic Target Acquisition ou Aquisição de Alvo Automática.
IIR: Imaging Infrared ou Imagem Infravermelha.
NEW: Network Enabled Weapon ou Arma Habilitada para Rede.
UAI: Universal Armament Interface ou Interface de Armamento Universal.

## Operadores
- Turquia: Os mísseis SOM são equipados nos aviões de combate F-4E, F-16 Fighting Falcon Bloco 40 e Bayraktar Akıncı da Força Aérea Turca desde 2012.[17][18]
- Azerbaijão: A Força Aérea Azeri expôs um mock-up de um SOM-B1 no Desfile Militar de 26 de junho de 2018.[25]

#### Mísseis semelhantes:
- AV-TM 300 (Brasil)
- C-602 (China)
- Storm Shadow (Reino Unido, França)

#### Páginas relacionadas:
- Míssil de cruzeiro
- Míssil antinavio